# Задорожная улица (Чернигов)
Задорожная улица (до 2024 года — улица Тургенева) (укр. Задорожна вулиця) — улица в Новозаводском районе города Чернигова, исторически сложившаяся местность (район) Старая Подусовка. Пролегает от улицы Степана Бандеры (Попова) до тупика.
Примыкает улица Мира.

## История
Задорожная улица — из-за расположенности за железной дорогой — была проложена в 1956 году и застроена индивидуальными домами. В 1960 году Задорожная улица переименована на улица Тургенева — в честь русского писателя, одного из классиков русской литературы Ивана Сергеевича Тургенева. 
С целью проведения политики очищения городского пространства от топонимов, которые возвеличивают, увековечивают, пропагандируют или символизируют Российскую Федерацию и Республику Беларусь, 8 февраля 2024 года улице было возвращено историческое название, согласно Решению Черниговского городского совета № 37/VIII-21 «Про переименование улиц в городе Чернигове» («Про перейменування вулиць у місті Чернігові»).

## Застройка
Улица пролегает в северном направлении. Парная и непарная стороны улицы заняты усадебной застройкой, частично малоэтажной жилой застройкой (два 2-этажных дома).  
Учреждения: нет